# RAM Racing
Pour les articles homonymes, voir RAM.
Cet article concerne l'ancienne écurie de Formule 1. Pour l'écurie d'endurance fondée en 2012, voir RAM Racing (écurie d'endurance).
RAM Racing, structure également connue sous le nom de RAM March ou encore RAM Automotive est une ancienne écurie de Formule 1 fondée par Mike Ralph et John McDonald. En 1976 et 1977, RAM Racing a disputé le championnat du monde de Formule 1 en tant qu'écurie privée engageant des monoplaces Brabham, March et Williams confiées à des pilotes payants avant de se retirer à la fin 1977. 
En 1983, l'écurie revient en championnat du monde, désormais en tant que constructeur. Cette modeste écurie a pris le départ de 3 Grands Prix sous le nom de RAM March en 1983 puis de 28 Grands Prix sous le nom de RAM Automotive en 1984 et 1985, sans jamais parvenir à inscrire de point.

## 1976: RAM Racing-Brabham
Dès le retour en Europe après les trois premiers Grands Prix de la saison 1976, RAM Racing engage deux châssis Brabham BT44B pour des pilotes privés. Les BT44B ont été conçues en 1975 par Gordon Murray et sont remplacées dans l'écurie officielle par les BT45 à moteur Alfa Romeo. RAM aligne donc des monoplaces de la saison précédente, mues par un classique V8 Cosworth. Sept pilotes privés vont tenter de se qualifier au volant de cette monoplace, le Suisse Loris Kessel se montrant le plus assidu à la tâche. 
Loris Kessel doit à sa nationalité suisse le fait de pouvoir s'engager en championnat du monde grâce au soutien de la manufacture d'horlogerie Tissot. En cinq tentatives de qualification avec la Brabham, il parvient à prendre le départ à deux reprises. Si sa première sortie lors du Grand Prix d'Espagne se solde par une non-qualification, il décroche son billet pour le Grand Prix de Belgique où il se qualifie en fond de grille (vingt-troisième) pour terminer à une honnête douzième place. Il se qualifie en vingt-sixième place lors du Grand Prix suivant en Suède à Anderstorp mais est contraint à l'abandon. Kessel rate sa qualification en France mais se rattrape sur l'Osterreichring où il est vingt-cinquième sur la grille mais ne prend pas part à la course. Remercié sans avoir été remboursé des avances faites à son équipe, il fait apposer des scellés par un huissier lors du Nürburgring 76 sur l'ensemble du matériel de RAM Racing : les pilotes se retrouvent privés de leurs voitures la veille de la course. Après confirmation de la saisie le lendemain par le tribunal de Coblence, l'écurie ne pourra utiliser que le "mulet" de l'écurie Brabham, mis à disposition gracieusement par Bernie Ecclestone.
Lella Lombardi tente de se qualifier à quatre reprises au volant de la BT44B. Elle ne décroche son billet d'entrée qu'au Grand Prix d'Autriche où elle réalise le vingt-quatrième et avant-dernier temps devant son "coéquipier" Kessel. Après une course solide et profitant des nombreux abandons, la seule pilote féminine à avoir inscrit des points en Formule 1 se classe douzième de l'épreuve à quatre tours du vainqueur John Watson.
Le pilote belge Patrick Nève débute en Formule 1 le 16 mai 1976 au Grand Prix de Belgique à Zolder en qualifiant sa BT44B à une très honorable dix-neuvième place sur vingt-six partants à moins de trois secondes de la pole position de Niki Lauda. Il doit abandonner dès le vingt-quatrième tour mais ses performances exemplaires tant en qualification qu'en course au volant d'une monoplace dépassée au sein d'une équipe de seconde zone lui permettent de se faire remarquer des dirigeants d'Ensign qui le recrutent pour le Grand Prix de France avant que Franck Williams ne l'engage en 1977. L'écurie RAM Racing a donc été un tremplin efficace pour lancer la carrière du jeune novice belge.
Bob Evans connaît un destin tout à fait opposé au Belge. S'il parvient à se qualifier en vingt-deuxième position à l'occasion de l'unique course qu'il dispute au sein du RAM Racing, cette épreuve est son chant du cygne. Après huit Grands Prix chez BRM en 1975 et un chez Lotus l'année suivante, Evans espérait relancer sa carrière avec RAM mais le Grand Prix de Grande-Bretagne où il est contraint à l'abandon au vingt-quatrième tour sur panne de boîte de vitesses sera sa dernière course.
Les autres pilotes privés Emilio de Villota, Jac Nelleman et Damien Magee ne réussiront jamais à se qualifier avec la BT44B du RAM Racing. 
En fin de saison, le RAM Racing engage une Williams FW au Grand Prix d'Italie, pour Loris Kessel. Le pilote suisse est jugé trop lent en piste et dangereux pour les autres concurrents à l'issue des essais libres et n'obtient pas la permission de tourner en essais qualificatifs. Enfin, à l'occasion du Grand Prix du Japon, le RAM Racing projette de fournir une Brabham BT44 au pilote local Masami Kuwashima qui vient de remporter les titres de champion du Japon en Voitures de Sport et Formule 2. Les coûts d'engagement et de transport étant trop élevés pour la modeste structure, Kuwashima dispute finalement la course sur une monoplace Williams-Wolf.

## 1977: RAM Racing-March

Logo de l'écurie RAM Racing-March

En 1977, le RAM Racing troque sa vieillissante Brabham BT44B contre une March 761, conçue par Robin Herd en 1976 et remplacée dans l'écurie officielle par la 761B. Le pilote néerlandais Boy Hayje, qui n'a qu'un Grand Prix à son actif sur une Penske PC3 en 1976, tente à six reprises de se qualifier en 1977 et y parvient par deux fois. Il est ainsi vingt-et-unième sur vingt-trois partants au Grand Prix d'Afrique du Sud disputé à Kyalami mais abandonne sur casse mécanique peu avant la mi-course. Il réussit à nouveau à se qualifier à l'occasion du Grand Prix de Belgique. Bien qu'il s'élance de la dernière place sur la grille, il reçoit le drapeau à damiers en quinzième position et dernier classé, à dix tours du vainqueur Gunnar Nilsson. À l'issue de cette saison, Hayje quitte la Formule 1 pour la Formule 2 puis le championnat d'Europe de Renault 5 Turbo.
Le Finlandais Mikko Kozarowitsky, rival sérieux de Keke Rosberg dans les formules de promotion scandinaves, essaie à deux reprises de participer à une manche du championnat du monde au sein du RAM Racing. Il échoue à se qualifier au Grand Prix de Suède où il n'obtient que le trente-et-unième et dernier temps des essais qualificatifs à trois secondes du dernier partant et six de la pole position de Mario Andretti. Il tente à nouveau sa chance lors du Grand Prix de Grande-Bretagne où trente-six pilotes sont engagés. Une séance de pré-qualification est organisée et il apparaît clairement que le Finlandais n'a pas le niveau requis puisqu'il réalise le dernier temps, à onze secondes du dernier qualifié et treize de la pole position.
Andy Sutcliffe et Michael Bleekemolen tentent chacun à une reprise de se qualifier grâce aux monoplaces du RAM Racing, sans succès. À la fin de la saison, le RAM Racing quitte temporairement la Formule 1. Le retour se fait en 1983, en tant que constructeur après le rachat de la structure March par John McDonald.

## 1983: RAM March
March Engineering, écurie fondée par Max Mosley, Alan Rees, Graham Coaker, Robin Herd connaît une situation financière difficile en 1982, un an à peine après son retour en Formule 1. L'écurie dépose le bilan en fin de saison et est rachetée par John McDonald qui la rebaptise RAM-March pour s'engager en championnat du monde dès 1983.
Dave Kelly est chargé de concevoir la première monoplace de la nouvelle écurie, la RAM 01, qui comme toutes les « kit-cars » de l'époque reçoit un moteur Cosworth V8 accouplé à une classique boîte de vitesses Hewland. RAM, dont les moyens financiers restent limités, n'engage qu'une voiture au championnat pour Eliseo Salazar qui sort d'une saison décevante chez ATS. Salazar décroche in-extremis sa qualification au Grand Prix inaugural du Brésil sur le circuit de Jacarepagua. Avec un temps à sept secondes de la pole position de Keke Rosberg, il s'élance de la vingt-sixième et dernière position sur la grille. Profitant des nombreux abandons, il termine la course à la quinzième place à quatre tours du vainqueur Nelson Piquet. 
Le Chilien arrache au forceps sa qualification pour le Grand Prix suivant à Long Beach, se classant vingt-cinquième sur vingt-six qualifiés, là encore très loin de la pole de Patrick Tambay. Il n'a pas la joie de recevoir à nouveau le drapeau à damiers, la 01 tombant en panne de boîte de vitesses au bout de vingt-cinq tours. RAM commet alors un péché d'orgueil en engageant une seconde voiture à partir du Grand Prix de France pour le Français Jean-Louis Schlesser qui vient de se classer sixième de l'ultime Race of Champions de Brands Hatch, épreuve hors-championnat. Réalisant respectivement les vingt-septième et vingt-neuvième et dernier temps des qualifications, aucun des deux pilotes n'est autorisé à prendre le départ de la course. Bien que Schlesser soit à nouveau engagé pour les épreuves de Saint Marin et d'Autriche, il ne prend finalement pas part aux essais qualificatifs, RAM ayant compris son incapacité à gérer deux monoplaces de conserve. Salazar ne se qualifie ni pour le Grand Prix de Saint Marin, ni pour celui de Monaco, ni en Belgique et quitte alors l'écurie et la Formule 1 pour retourner au Chili où il relance sa carrière en remportant notamment le championnat national de course de côtes à deux reprises. RAM renonce à s'engager pour le Grand Prix de Detroit et reprend son chemin de croix au Canada où le pilote local Jacques Villeneuve est recruté. Villeneuve possède un très modeste palmarès en Formule 1 puisqu'il n'a participé qu'à deux courses, chez Arrows en 1981, sans parvenir à se qualifier. Il échoue à nouveau pour quelques centièmes et abandonne définitivement sa carrière en Formule 1.
Pour le retour en Europe à l'occasion de l'épreuve de Silverstone, Kenny Acheson est titularisé mais ne parvient pas à se qualifier. Il en est de même pour les cinq épreuves suivantes et ce n'est que pour l'ultime Grand Prix de l'année, à Kyalami en Afrique du Sud qu'une RAM parvient à prendre le départ. Acheson se qualifie à une honnête vingt-quatrième place sur vingt-six, à toutefois plus de six secondes du poleman Tambay. Il termine douzième à six tours du vainqueur Riccardo Patrese.
À l'issue de sa première saison en Formule 1, RAM n'a pris le départ que de trois courses : ce résultat reflète toutefois bien les capacités de cette modeste écurie qui n'a ni les moyens d'engager deux voitures, ni de développer un châssis, ni de recruter un pilote de niveau convenable. La surprise est totale en fin de saison lorsque McDonald confirme sa présence en championnat du monde en 1984 sous une nouvelle identité, RAM Automotive.

## 1984: RAM Automotive

Logo de l'écurie RAM Automotive

RAM débute donc la saison 1984 sous une nouvelle appellation. Contrairement à la saison précédente, l'écurie engage deux monoplaces pour les pilotes novices Philippe Alliot et Jonathan Palmer qui n'a disputé qu'un seul Grand Prix chez Williams en 1983. La RAM 02 est, comme sa devancière, conçue par Dave Kelly et délaisse le V8 Cosworth atmosphérique pour un nouveau Hart 415T à 4 cylindres en ligne turbocompressé développant environ 600 ch à 10 500 tr/min. 
N'ayant pas les moyens de produire une seconde monoplace pour commencer le championnat, la RAM 01 reprend du service, accouplée elle aussi au moteur turbo. Vingt-six pilotes se présentant en début de saison, les RAM ne risquent pas de rater leur qualification comme souvent en 1983. Le Grand Prix inaugural au Brésil voit les deux RAM d'Alliot (RAM 02) et Palmer (RAM 01) sur la dernière ligne de la grille, à neuf secondes de la pole position réalisée par Elio De Angelis sur Lotus. Si Alliot, sur la nouvelle monoplace non fiabilisée, doit renoncer au bout de vingt-quatre tours sur panne de batterie, Palmer reçoit le drapeau à damiers en huitième position à trois tours du vainqueur Alain Prost et réalise ainsi la meilleure performance de l'écurie depuis sa création. En Afrique du Sud, les deux pilotes décrochent leur qualification en onzième ligne, devant les pilotes Arrows et Tyrrell qui ne disposent pas de moteurs turbocompressés. Les deux monoplaces sont contraintes à l'abandon coup sur coup (vingt-deuxième et vingt-quatrième tour) sur casse mécanique. 
Les difficultés commencent à partir du troisième Grand Prix de la saison où le nombre d'engagés impose une séance de qualification. Les deux pilotes disposent désormais tous les deux du nouveau châssis 02 mais seul Palmer se qualifie au Grand Prix de Belgique en s'élançant de la dernière place sur la grille. Il reçoit à nouveau le drapeau à damiers, en dixième position, à six tours du vainqueur. Les deux Grands Prix suivants, à Saint Marin et en France, voient les pilotes RAM se qualifier de conserve en fond de grille et si Alliot abandonne par deux fois, Palmer rallie l'arrivée en neuvième puis treizième position. À Monaco, la déroute est totale pour l'écurie puisqu'aucun de ses pilotes ne se qualifie pour la course : ce sera la seule non-qualification de la saison pour Jonathan Palmer. Au Canada, l'ancien espoir Mike Thackwell remplace Palmer et côtoie Alliot sur la dernière ligne. Il abandonne sur casse mécanique tandis que, pour la première fois de la saison, Alliot rallie l'arrivée, en dixième position, à trois tours du vainqueur.
Palmer reprend son poste à partir du Grand Prix de Detroit, premier d'une longue série d'abandons pour les RAM : aucune monoplace ne termine lors des quatre Grands Prix disputés. Les courses d'Autriche et des Pays-Bas sont une bouffée d'air frais pour RAM (qualifications des deux monoplaces et arrivées dans la première moitié du peloton pour les deux pilotes) qui voit le pire se dérouler à partir de l'épreuve italienne avec six abandons consécutifs.
Pour sa deuxième campagne, RAM n'a pas convaincu les amateurs de la discipline. Le moteur Hart extrêmement fragile est responsable de huit abandons mais les pilotes ne sont pas pour autant exempts de reproches : Alliot et Palmer ont peu ménagé leur monoplace, que ce soit en essais ou en course.

## 1985: Dernière saison

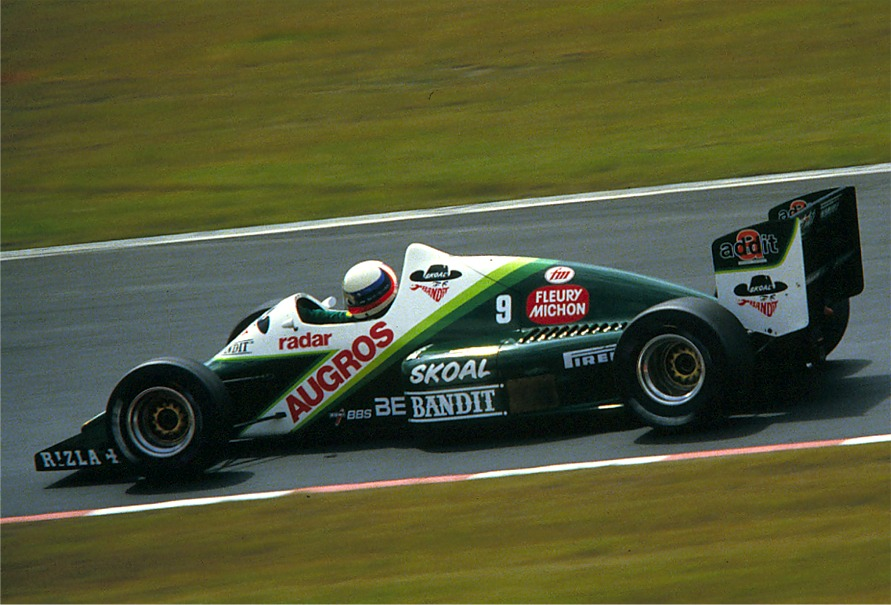
Manfred Winkelhock au volant de la RAM 03

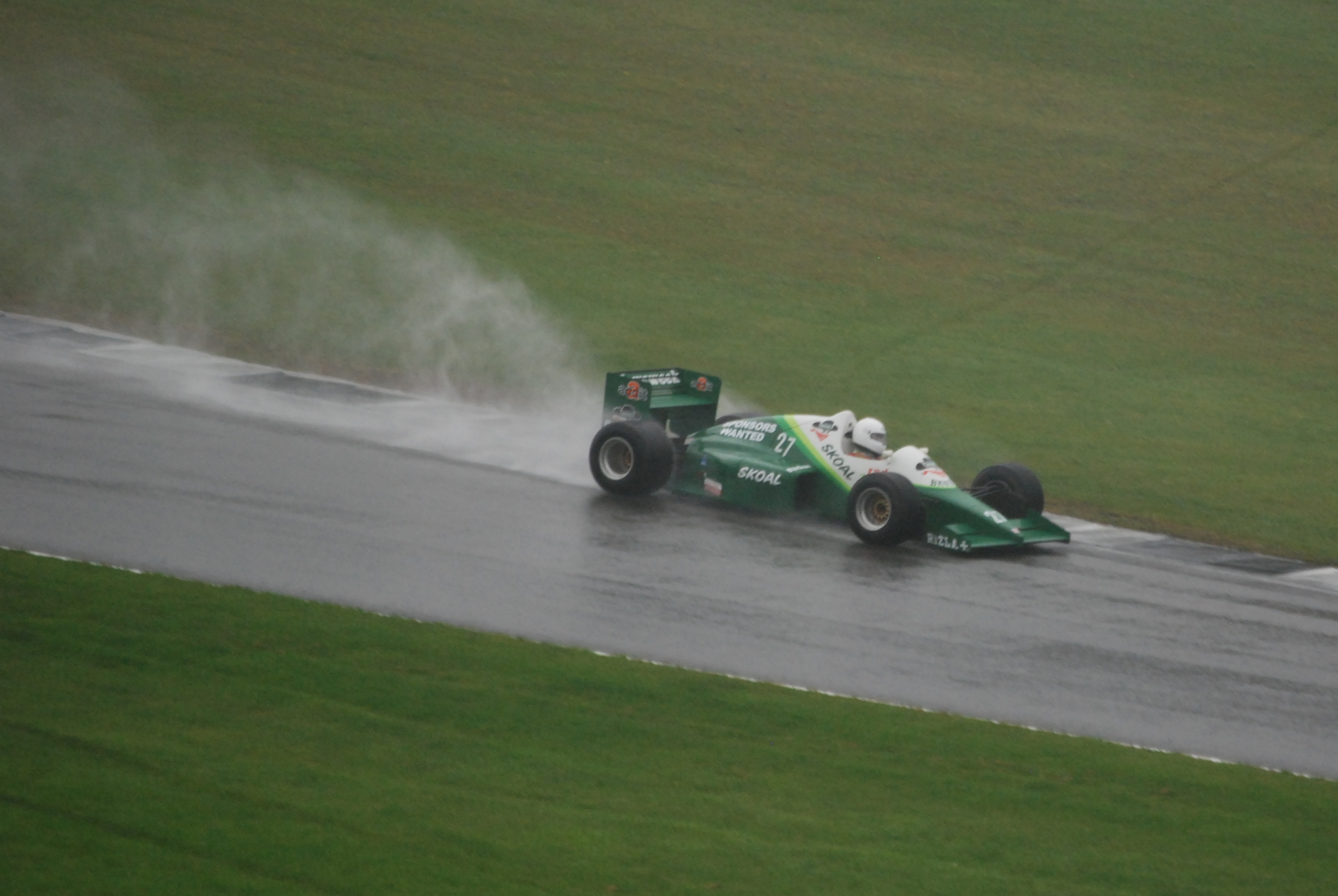
Une RAM 03 en démonstration à Donington en 2008

En 1985, Gustav Brunner et Sergio Rinland conçoivent le nouveau châssis RAM 03 qui conserve le moteur turbocompressé en provenance de l'officine Hart. Jonathan Palmer quitte l'écurie pour devenir l'unique pilote Zakspeed tandis qu'Alliot rempile et est épaulé par le pilote allemand Manfred Winkelhock (ex-ATS et Brabham). 
Lors du Grand Prix inaugural, au Brésil, les deux pilotes se qualifient en fond de classement, Winkelhock précédant Alliot (comme pendant pratiquement toute la saison) et les deux monoplaces terminent l'épreuve, à deux tours du vainqueur pour Alliot et trois tours pour l'Allemand. Dès l'épreuve suivante, au Portugal, les soucis se profilent, comme l'année précédente. Seul Winkelhock retrouve le drapeau à damiers à l'occasion du Grand Prix de France qu'il termine à la douzième position. Le Grand Prix de Monaco est un véritable camouflet pour l'écurie car aucune RAM 03 ne se qualifie.
En août, sur le circuit de Mosport Park, la Porsche Kremer de Manfred Winkelhock, également engagé dans un programme en Endurance, sort de la piste, s'écrase dans un muret de béton et effectue plusieurs tonneaux. Winkelhock est transféré à l'hôpital de Toronto où il décède des suites de ses blessures. RAM rappelle alors Kenny Acheson, qui avait tenté sans succès de qualifier la 01 en 1983, à partir du Grand Prix d'Autriche pour le remplacer. Il ne faillit à la tâche que lors du Grand Prix des Pays-Bas mais, pas plus qu'Alliot, il ne parvient à terminer une seule course. Il ne peut pas s'aligner lors des deux dernières épreuves de la saison, Alliot ayant définitivement détruit sa monoplace et RAM ne souhaitant pas dépenser ses maigres deniers pour engager une seconde voiture pour les deux dernières courses de la saison. Le bilan de la saison est aussi maigre que l'année précédente avec seulement trois arrivées et dix-neuf abandons, pour les mêmes raisons qu'en 1984 : treize sur casse mécanique (turbo et moteur) et six accidents.

## Tentative de retour avortée
Après ces résultats décevants, John McDonald, qui a pourtant engagé Mike Thackwell pour la saison 1986 sur une évolution de la RAM 03 (RAM 03B), choisit de se retirer de la Formule 1. Il tente un retour en 1987 avec un nouveau projet d'écurie Middlebridge-Trussardi. 
McDonald envisage d'acheter un châssis Benetton B186 de la saison précédente et de lui accoupler un bloc moteur Megatron ex-BMW qui équipera les Ligier et les Arrows. Grâce aux soutiens financiers du groupe japonais Middlebridge (qui rachètera plus tard Onyx  et Brabham) et de Trussardi, entreprise textile italienne, il approche les pilotes Emanuele Pirro et Aguri Suzuki. 
La réglementation de la Formule 1 n'autorisant pas une écurie à engager un châssis en provenance d'une autre écurie (comme voudra le faire plus tard Andrea Moda Formula avec les châssis Coloni), le projet est abandonné et McDonald ne fera plus courir de monoplaces en Formule 1.

## Résultats en championnat du monde de Formule 1
| Saison | Écurie                                                                                 | Châssis                                | Moteur                | Pneus    | Pilotes                                                                                        | Grands Prix disputés      | Points inscrits | Classement |
| ------ | -------------------------------------------------------------------------------------- | -------------------------------------- | --------------------- | -------- | ---------------------------------------------------------------------------------------------- | ------------------------- | --------------- | ---------- |
| 1976   | RAM Racing                                                                             | Brabham BT44 Brabham BT44B Williams FW | Ford-Cosworth V8      | Goodyear | Loris Kessel Emilio de Villota Patrick Neve Jac Nelleman Damien Magee Bob Evans Lella Lombardi | 7 (3 non-qualifications)  | 0               | Non engagé |
| 1977   | RAM Racing                                                                             | March 761                              | Ford-Cosworth V8      | Goodyear | Boy Hayje Mikko Kozarowitsky Andy Sutcliffe (en) Michael Bleekemolen                           | 7 (5 non-qualifications)  | 0               | Non engagé |
| 1980   | RAM/Williams Grand Pix Engineering RAM/Penthouse-Rizla Racing RAM/Rainbow Jeans Racing | Williams FW07                          | Ford-Cosworth         | Goodyear | Rupert Keegan Kevin Cogan Geoff Lees                                                           | 4 (3 non-qualifications)  | 0               | Non engagé |
| 1983   | RAM Automotive Team March                                                              | RAM March 01                           | Ford-Cosworth V8      | Pirelli  | Eliseo Salazar Jean-Louis Schlesser Jacques Villeneuve Kenny Acheson                           | 3 (11 non-qualifications) | 0               | Non classé |
| 1984   | Skoal Bandit Formula 1 Team                                                            | RAM 01 RAM 02                          | Hart 4 en ligne turbo | Pirelli  | Jonathan Palmer Philippe Alliot Mike Thackwell                                                 | 15 (1 non-qualification)  | 0               | Non classé |
| 1985   | Skoal Bandit Formula 1 Team                                                            | RAM 03                                 | Hart 4 en ligne turbo | Pirelli  | Manfred Winkelhock Philippe Alliot Kenny Acheson                                               | 13 (1 non-qualification)  | 0               | Non classé |
| 1986   | RAM Racing for Australia                                                               | RAM 03B                                | Hart 4 en ligne turbo | Pirelli  | Mike Thackwell                                                                                 | 0 (1 forfait)             | 0               | Non classé |